# Kingston (Jamaica)
Kingston Jamaica fővárosa és legnagyobb városa, egyben az üzleti élet (pl. a déligyümölcs, kakaó, kávé, fűszerek exportálási) központja.  Az USA-tól délre a legnagyobb angol nyelvű város a nyugati félgömbön. Lakossága főleg afro-amerikaiakból áll.

## Fekvése
Jamaica szigetének délkeleti partvidékén, a Kingston-öböl északi oldalán, az öbölbe ékelődő Palisadoes-félsziget védelmében helyezkedik el.

## Története
Jamaicát Kolumbusz 1494-ben második útja során fedezte fel. A sziget spanyol fennhatóság alá került, ahol a sziget őslakóit, az arawak indiánokat kiirtották , és helyükre Afrikából hozott néger rabszolgákat telepítettek le.
1695-ben az angolok szállták meg, akik 1670-ben hivatalosan is gyarmattá nyilvánították a szigetet, melynek közigazgatási központja a Palisadoes-félszigeten fekvő Port Royal volt, melyet 1692-ben földrengés rombolt le. A természeti katasztrófa után 1693-ban Port Royaltól néhány kilométerre, a Kingston-öböl északi partján alapították a legnagyobb kikötőben St. Andrew-t, amelyet 1923-ban Kingstonhoz csatoltak.

## Megközelítése
Jamaica fővárosaként természetes a repülővel történő megközelítés az ismert légiközlekedési folyósókon át. A légiforgalmi irányításban nagy szerepe van a JCAA(Jamaica Civil Aviation Authority)-nak is.
Repülőtere a Norman Manley nemzetközi repülőtér (korábbi neve: Palisadoes Airport) (IATA: KIN, ICAO: MKJP), amely Kingstontól délre, az öbölben található. Hetente 130 nemzetközi járatot indít. Éves utasforgalma 1,7 millió utas (2007).
A belföldi légiforgalomban a kisebb Tinson Pen repülőteret is használják.
A hajózás a partvonalak mellett elterjedt a sziget belsejében lévő kisebb-nagyobb folyókon és tavakon is.

## Híres kingstoniak
- Bob Marley (1945–1981) reggae-zenész
- Aston „Family Man” Barrett (1946–2024) basszusgitáros
- Beenie Man (1972–) reggae-zenész
- Buju Banton (1973–) reggae-zenész
- Frederic Hymen Cowen (1852–1935) zenész
- Desmond Dekker (1941–2006) zenész
- Sandy Denton (1969) – "Pepa" (Salt–N–Pepa)
- Patrick Ewing (1962–) kosárlabdázó
- Eek–a–Mouse (1957–) reggae-zenész
- Sean Paul (1973–) dancehall/reggae-zenész
- Shaggy (1968–) reggae-zenész
- Courtney Walsh (1962–) krikettjátékos
- Willard White (1946–) operaénekes

## Éghajlat
Kingston éghajlata trópusi szavanna, évi középhőmérséklete 27,1 °C. A legmelegebb az augusztus, mely átlag 28,5 °C, a leghűvösebb pedig a február, ekkor átlag 25,4 °C.
A csapadék itt meglehetősen kevés, átlag 811 mm. Az esőzések egyharmada május–június hónapokra jut, melyet egy átmeneti félszáraz időszak követ, majd a szeptemberi és októberi 300 mm átlagú trópusi záporok idején újból a magas, 75% páratartalmú fülledt légtömegek kerekednek felül. A legszárazabb hónapok a december és április közötti időszakra esnek, ekkor a számunkra elviselhetetlennek tűnő fülledt meleg mérséklődik. Erre az időszakra korlátozódik az idegenforgalmi idény is.
| Hónap                                    | Jan. | Feb. | Már. | Ápr. | Máj. | Jún. | Júl. | Aug. | Szep. | Okt. | Nov. | Dec. | Év   |
| ---------------------------------------- | ---- | ---- | ---- | ---- | ---- | ---- | ---- | ---- | ----- | ---- | ---- | ---- | ---- |
| Rekord max. hőmérséklet (°C)             | 34,0 | 33,0 | 34,0 | 34,0 | 34,0 | 35,0 | 36,0 | 36,0 | 36,0  | 36,0 | 36,0 | 36,0 | 36,0 |
| Átlagos max. hőmérséklet (°C)            | 30,3 | 30,2 | 30,7 | 31,1 | 31,6 | 32,1 | 32,8 | 32,7 | 32,1  | 31,7 | 31,2 | 30,6 | 31,4 |
| Átlagos min. hőmérséklet (°C)            | 21,1 | 21,0 | 21,6 | 22,6 | 23,6 | 24,2 | 24,3 | 24,2 | 24,0  | 23,4 | 22,8 | 21,8 | 22,9 |
| Rekord min. hőmérséklet (°C)             | 14,0 | 15,0 | 14,0 | 17,0 | 19,0 | 20,0 | 19,0 | 20,0 | 20,0  | 18,0 | 17,0 | 14,0 | 14,0 |
| Átl. csapadékmennyiség (mm)              | 18   | 19   | 20   | 39   | 100  | 74   | 42   | 98   | 114   | 177  | 65   | 47   | 813  |
| Havi napsütéses órák száma               | 257  | 240  | 260  | 258  | 254  | 237  | 260  | 257  | 213   | 223  | 222  | 235  | 2916 |
| Forrás: Meteorological Service (Jamaica) |      |      |      |      |      |      |      |      |       |      |      |      |      |

## Testvérvárosok
- USA Miami,
- USA Kalamazoo
- Egyesült Királyság Coventry